# Escopa

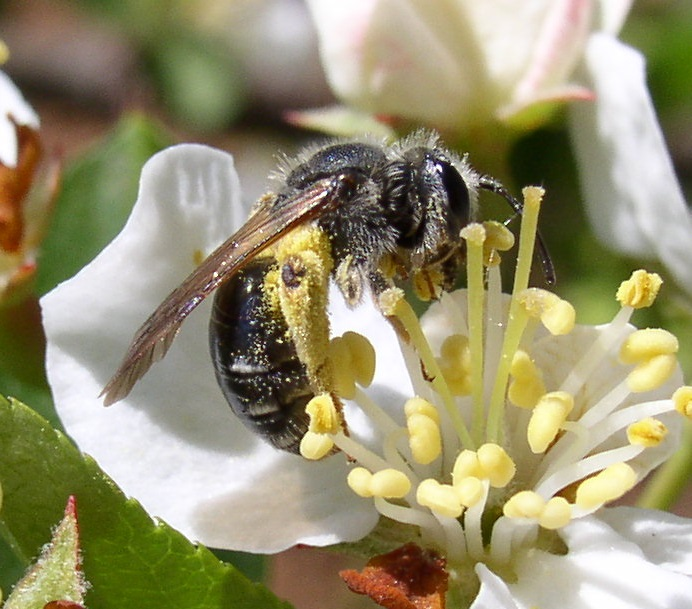
Abeja Andrenidae con escopa cargada de polen.

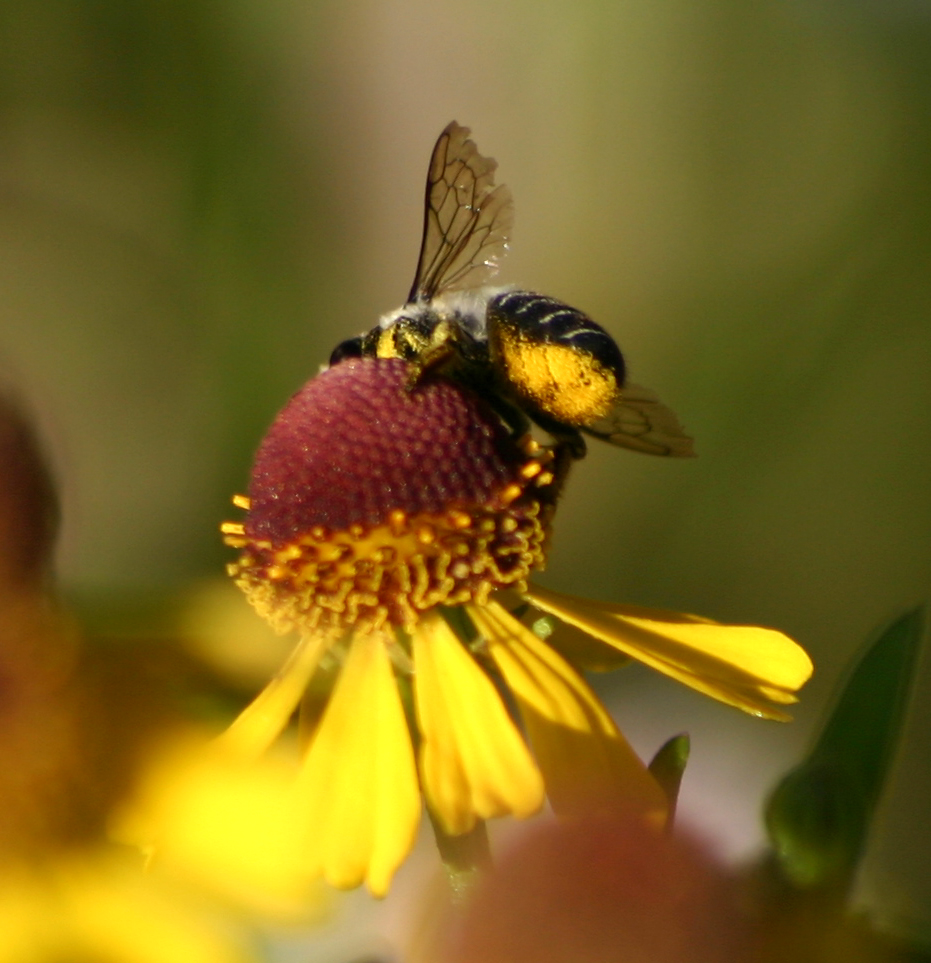
Escopa abdominal de Megachile

La escopa o scopa es un órgano de la mayoría de las abejas que sirve para acarrear el polen. Sólo las hembras poseen este órgano. Consiste en una zona velluda en las patas posteriores en la mayoría de las especies o en el abdomen en la familia Megachilidae. Es similar a la corbícula o canasta de polen en su función, pero esta última es más especializada y es característica de las abejas ápidas.
Algunas especies de abejas carecen de escopa y transportan polen en el buche. Las abejas parásitas no colectan polen y carecen de escopa.
Algunas especies de abejas poseen pelos especializados para remover polen, aceites florales u otros compuestos químicos. Pueden estar localizados en la cabeza o en las patas anteriores y medias, pero estos pelos no son considerados escopas. El término escopa se refiere solamente a la estructura que sirve para transportar polen.